# Андрощук, Фёдор Александрович
Фёдор Александрович Андрощук (род. 20 февраля 1970, Киев) — советский, украинский и шведский археолог, специалист в области скандинавистики, доктор исторических наук, директор Национального музея истории Украины (с 2020 года).

## Биография
Фёдор Андрощук родился 20 февраля 1970 года в Киеве.
В 1995 году окончил исторический факультет Киевского университета имени Тараса Шевченко. В течение 1987—1988, а затем и с 1990 по 1996 год работал в Институте археологии НАН Украины. Возглавлял Шестовицкую и Каневскую экспедиции Национального университета имени Тараса Шевченко (1993, 1996—1997). С 1996 по 2000 год работал преподавателем кафедры археологии и музееведения того же университета.
В 1998 году защитил кандидатскую диссертацию на тему историко-культурных связей Среднего Поднепровья и Скандинавии, изданную книгой в 1999 году под названием «Норманы и славяне в Подесенье». В том же году был приглашен Стокгольмским университетом на научную стажировку в Швецию и раскопки города эпохи викингов Бирки.
Во время пребывания за границей заинтересовался историей скандинавского оружия как исторического источника в изучении контактов между населением Восточной и Северной Европы в эпоху викингов. В течение 2000—2007 годов обработал фонды почти всех основных музейных сборников Дании, Исландии, Норвегии и Швеции. Результаты этих исследований были изданы отдельными книгами в 2013 и 2014 годах.
С 2000 года деятельность Федора Андрощука была связана с несколькими учреждениями Швеции: Стокгольмским университетом (2000—2007), Государственным историческим музеем Швеции (2000—2006; 2014—2019), Музеем города Сигтуна (2006, 2009—2014) и частным консультативным предприятием Arkeologikonsult (2007—2009).
В 2013 и 2016 году издательством Уппсальского университета вышли в свет на английском языке книги «Викинги на Востоке» и «Византия и мир викингов». В 2012 году был избран действительным членом коллегии исследователей Шведского Института в Стамбуле, а в 2017 году делегатом от Швеции на мировом конгрессе по изучению викингов (18th Viking Congress).
В 2004 году по инициативе Федора Андрощука на базе Национального музея истории Украины была проведена выставка копий рунических камней «Викинги на Восточном пути». Большинство экспонатов музея вошли в каталог «Скандинавские древности Южной Руси», изданный в Париже 2012 года. Монография «Мечи викингов» стала основой докторской диссертации, которую Федор Андрощук защитил в Институте археологии НАН Украины в 2014 году (оппонентом выступил Анатолий Кирпичников).
Кроме истории и археологии, к научным интересам Федора Андрощука относятся вопросы раннесредневековой нумизматики. В течение 2014—2017 годов на базе Государственного исторического музея Швеции он руководил научными проектами, целью которых было изучение серебряных византийских монет и их скандинавских и русских имитаций. Результаты этой работы были опубликованы в книге «Images of Power», которая была презентована в октябре 2016 году в Национальном Киево-Печерском историко-культурном заповеднике.
В 2020 г. избран генеральным директором Национального музея истории Украины. В своей программе и публичных выступлениях отмечает изучение скандинавского опыта в украинском музейном деле.
В 2024 г. уехал в зарубежную командировку и не вернулся. Позже заявив «мой дом Швеция, это в Украине я был в командировке».

## Личная жизнь
Федор Андрощук имеет гражданство Украины и Швеции. Владеет украинским, русским, английским и шведским языками.

## Публикации
- Десятинна церква — відома та невідома. — Київ: Laurus, 2021.
- Гаральд Суворий — останній вікінг. — Київ: Laurus, 2020.
- Осеберг: загадки королевского кургана. — Київ: Laurus, 2017.
- Images of Power: Byzantium and Nordic Coinage, Paris-Kyiv 2016, c. 995—1035.
- Byzantium and the Viking World (Studia Byzantina Upsaliensia 18). Co-edited with Jonathan Shepard and Monica White, Uppsala 2016.
- Swords and Social Aspects of Weaponry in Viking Age societies, Stockholm 2014.
- Vikings in the East: Essays on the Contacts along the Road to Byzantium, Uppsala 2013.
- Мечи викингов. — Київ, 2013.
- Скандинавские древности Южной Руси. Каталог. — Paris, 2012.
- Нормани і слов’яни у Подесенні. Моделі культурної взаємодії доби раннього середньовіччя. — Київ, 1999.